# Ramón Vallarino
Ramón Vallarino (Ciudad de México; 31 de agosto de 1912 - 13 de abril de 1980) fue un actor de la época de oro del cine mexicano, más conocido por su interpretación de Miguél Ángel del Toro "Becerrillo" en la película Vámonos con Pancho Villa, que supuso su exitoso debut.
De origen humilde, decidió ser actor desde muy joven, pero no fue sino hasta los 23 años cuando Fernando de Fuentes le dio la oportunidad en Vámonos con Pancho Villa (1935), una película realizada por la ya desaparecida compañía C.L.A.S.A, donde interpretó al coprotagonista, Miguel Ángel del Toro.
Antes de su experiencia fílmica, se había formado en el grupo Orientación, donde también participaban Carlos López Moctezuma, Josefina Escobedo y Clementina Otero. Nunca repitió el éxito de su film debut y se le vio en papeles secundarios, como galán o villano.

## Filmografía
- Mientras México duerme
- Capitán Malacara
- Cuando los valientes lloran
- " Hombres del Aire"
- " Vamonos con Pancho Villa "